# Museu Histórico e Pedagógico Cesário Motta
O Museu Histórico e Pedagógico Cesário Motta é um museu brasileiro localizado na cidade de Capivari. Abrigado em um imóvel construído em 1957, o museu foi fechado em 2013 por apresentar problemas estruturais e, até o ano de 2018, não havia prazo para que a uma reforma fosse iniciada.

## Histórico
O museu foi criado em 10 de dezembro de 1957, muito embora tenha sido aberto ao público efetivamente pela primeira vez em 1958 no Paço Municipal, sendo transferido posteriormente para o prédio que foi, anteriormente, da Cadeia Pública e o Fórum da cidade. O museu está instalado na antiga residência de Cesário Motta, médico e político brasileiro, a quem lhe deve também o nome. Tal como outros museus histórico-pedagógicos fundados na mesma época, o museu objetivou recolher a memória local e promover a consciência política da população.

## Acervo
O acervo teve origem nas peças reunidas por Vinicius Stein de Campos, a partir de doações. Trata-se de uma coleção com mais de dois mil objetos do final do século XVIII ao século XIX. Nele, constam obras de arte, fotografias, mobiliário, numismática, objetos domésticos e arqueológicos, objetos antropológicos e etnográficos relativos a ciência e história natural, objetos referentes a revolução de 1932, objetos que remetem a escravidão e objetos tecnológicos.

## Reforma
O imóvel onde funcionava o museu deixou de ser usado por problemas estruturais e, segundo a prefeitura do município de Capivari em 2018, a reforma custaria R$ 969 mil. No ano seguinte, em 2019, um projeto de reforma chegou a passar por adequações para que as obras tivessem início, algo que foi debatido em reunião com o então secretário de Cultura e Turismo de Capivari Alexandre Della Piazza e o diretor de Projetos Alex Fontolan, juntamente com o museólogo e diretor Davidson Panis Kaseker, da Secretaria de Cultura e Economia Criativa do Estado de São Paulo. Em março de 2020, uma parede do imovel chegou a desmoronar, fazendo com que a Defesa Civil ficasse então por avaliar a situação do prédio.